# Praia da Tapera
Praia da Tapera est une plage et une localité de la municipalité de Florianópolis, au Brésil. Elle se situe au sud de l'île de Santa Catarina, dans le district de Ribeirão da Ilha, à 27 km du centre ville, sur les rivages de la baie Sud.
Elle fut anciennement occupée par des indiens Carijós. Tapera désigne d'ailleurs une petite maison indigène en ruine ou abandonnée. Après l'extermination des indiens, la plage est réoccupée au début du XXe siècle au moment de l'installation d'une base aérienne au sud de l'île.  
Traditionnellement orientée vers la pêche, la localité commence à se tourner vers le tourisme à destination des habitants de l'île. 
Tapera abrite également un site archéologique, exploré entre 1962 et 1967. Les objets qui y ont été retrouvés sont exposés au « Musée de l'Homme du Sambaqui », à Florianópolis.
Elle est aujourd'hui un important centre de production d'huîtres et de moules.

## Sources
- (pt) Sul da Ilha